# Маргарита Анжуйская
Маргари́та Анжу́йская (фр. Marguerite d'Anjou, англ. Margaret of Anjou; 23 марта 1430 — 25 августа 1482) — супруга короля Англии Генриха VI; вторая дочь Рене I Доброго, герцога Анжуйского, и Изабеллы Лотарингской.
Маргарита была одной из главных фигур в серии династических гражданских войн, известных как Войны Роз, порой даже лично возглавляла фракцию Ланкастеров. Из-за частых приступов безумия мужа Маргарита фактически заняла его место в управлении страной. Именно она потребовала от Большого Совета в мае 1455 года исключить фракцию Йорков во главе с Ричардом, герцогом Йоркским, и, таким образом, зажгла искру гражданского конфликта, который длился более тридцати лет, уничтожил старое дворянство Англии и стал причиной смерти тысяч людей, в том числе её единственного сына Эдуарда, убитого в битве при Тьюксбери в 1471 году, а саму Маргариту сделав пленницей йоркистов. В 1475 году она была выкуплена её кузеном, королём Франции Людовиком XI. Маргарита уехала во Францию, где жила как бедная родственница короля и умерла в возрасте 52 лет.

## Ранняя жизнь и брак
Маргарита родилась 23 марта 1430 года в Понт-а-Муссон, герцогство Лотарингия, в имперском феодальном владении на востоке Франции, в котором правила младшая ветвь французских королей, Валуа-Анжу. Маргарита была второй дочерью и пятым ребёнком Рене Анжуйского и Изабеллы, герцогини Лотарингии. У неё было пятеро полнородных братьев и четыре полнородных сестры, а также трое единокровных братьев и сестёр от отношений отца с любовницами. Её отец, известный в народе как «добрый король Рене», был герцогом Анжуйским и титулярным королём Неаполя, Сицилии и Иерусалима; о нём говорили как о человеке, «имеющим много корон, но не царств». Маргариту крестили в Туле, Лотарингия, и, находясь на попечении старой кормилицы отца, Теофании ла Маджине, девочка провела первые годы своей жизни в замке города Тараскон на реке Рона на юге Франции и в старом королевском дворце в Капуе недалеко от Неаполя в королевстве Сицилия. Мать Маргариты заботилась об образовании девочки и организовала ей уроки с Антуаном де Ла Салем, который обучал её братьев. В детстве Маргарита была известна как la petite créature.
23 апреля 1445 года в Тичфилде, графство Хэмпшир, Маргарита вышла замуж за короля Англии Генриха VI, который был старше своей невесты на восемь лет. Генрих тогда претендовал на французское королевство и контролировал различные части северной Франции. Дядя Генриха, Карл VII, который также претендовал на корону Франции, согласился на брак Маргариты со своим соперником, при условии, что тот вместо обычного приданого передаст Карлу графство Мэн и герцогство Анжу. Английское правительство, опасаясь крайне негативной реакции, хранило этот договор в тайне от английского общества.
Маргарите было 15 лет, когда она была коронована 30 мая 1445 года в Вестминстерском аббатстве Джоном Стаффордом, архиепископом Кентерберийским. Её описывали как красивую «уже женщину: и страстную, и гордую, и волевую». Те, кто предполагал будущее возвращение английских претензий на французские территории, считали, что она уже поняла свой долг по защите интересов короны. Судя по всему, Маргарита унаследовала неукротимость своей матери, которая боролась за удовлетворение претензий мужа на Неаполитанское королевство, и бабушки по отцовской линии, Иоланды Арагонской, которая на самом деле управляла Анжу «мужской рукой», сохраняя в провинции порядок и оберегая её от Англии. Таким образом, на примере семьи и благодаря своей яркой личности, она была вполне способна стать «защитницей Короны».
Томас Мор утверждал, что Елизавета Вудвилл, будущая королева, была синонимична «Изабелле Грей», юной фрейлине Маргариты, служившей у той в 1445 году; современные историки отметили, что при дворе Маргариты было несколько женщин по имени Елизавета или Изабелла Грей и среди них существует несколько более вероятных кандидатур, чем Елизавета Вудвилл, которая получила фамилию Грей только приблизительно в 1452 году.

### Рождение сына
Генрих, который был больше заинтересован в религии и учении, чем в военных вопросах, не был успешным правителем. Он стал королём в возрасте чуть менее девяти месяцев, и потому с самого начала его действия находились под контролем регентов. Когда Генрих женился на Маргарите, его психическое состояние уже было неустойчивым и рождение их единственного сына Эдуарда в 1453 году окончательно подкосило здоровье короля. Пошли слухи, что Генрих был не в состоянии породить ребёнка, а новый принц Уэльский стал результатом адюльтера. Многие полагали, что отцом принца может быть Эдмунд Бофорт, герцог Сомерсет, или Джеймс Батлер, граф Уилтшир; оба они были верными союзниками Маргариты.
Хотя Маргарита была агрессивно-пристрастна и имела изменчивый характер, она разделила любовь мужа к обучению посредством своего культурного воспитания и стала покровительницей и основательницей Королевского колледжа Кембриджского университета.

## Начало династических войн

### Вражда с герцогом Йоркским
После переезда из Лондона в роскошный дворец в Гринвиче Маргарита была занята уходом за маленьким сыном и не проявляла каких-либо признаков явной агрессии, пока не поверила, что её мужу угрожает свержением амбициозный Ричард Плантагенет, герцог Йоркский, который, к ужасу Маргариты, был назначен регентом в период психической недееспособности Генриха в 1453—1454 годах. Герцог небезосновательно претендовал на английский престол и к концу его регентства было много могущественных дворян и родственников, готовых поддержать его претензии. Герцог Йоркский был силён; советники Генриха были коррумпированы; сам Генрих был доверчивым, податливым и всё более нестабильным; Маргарита была вызывающе непопулярна, мрачна и полна решимости сохранить английскую корону для своего потомства. Однако, по крайней мере, один учёный называет возможным источником падения Ланкастеров не столько амбиции Йорка, столько враждебное отношение Маргариты к нему и её излишнее окружение себя непопулярными союзниками. Тем не менее, королева Маргарита была могущественной силой в мире политики. Король Генрих превращался в пластилин в её руках, когда Маргарита хотела что-то сделать.
Биограф Маргариты, Хелен Маурер, однако, не согласна с мнением историков, приурочивших начало вражды между королевой и Йорком к моменту получения последним должности регента. Она предполагает, что взаимная неприязнь возникла спустя около двух лет после этих событий, в 1455 году, как результат первой битвы при Сент-Олбансе, когда Маргарита стала воспринимать Йорка как бросившего вызов авторитету короля. Биограф основывает этот вывод на разумном изучении изображения Маргариты, дарящей подарки; это показывало, что Маргарите стоило больших трудов продемонстрировать одинаково свою благосклонность как к Йорку, так и к Сомерсету в начале 1450-х годов Маурер также утверждает, что Маргарита, казалось, приняла регентство Йорка, и утверждает, что нет никаких существенных доказательств для распространения давних слухов о том, что именно она ответственна за исключение йоркистов из Большого Совета после восстановления Генриха.
Однако позже историк Пол Мюррей Кендалл утверждал, что союзникам Маргариты, Сомерсету и Уильяму де Ла Полю, тогда графу Саффолку, не стоило большого труда убедить королеву, что Йорк, до тех пор бывший одним из самых доверенных советников Генриха VI, был ответственен за её непопулярность и уже слишком силён, чтобы можно было ему доверять. Маргарита не только убедила Генриха отозвать Йорка с поста губернатора во Франции и изгнать его в Ирландию, но и неоднократно пыталась организовать его убийство во время поездок герцога в и из Ирландии в 1449 и 1450 годах. Сомерсет разделил ответственность Саффолка за тайную капитуляцию Мэна в 1448 году, а затем и за последующие катастрофические потери в остальной части Нормандии в 1449 году, втянувшие двор Маргариты и Генриха в массовые беспорядки, восстания магнатов; приведшие к обвинению, осуждению и казни двух сильнейших союзников Маргариты. Это также сделало неизбежным битву насмерть между Маргаритой и домом Йорков, и Маргарита вынуждена была объявить популярность Ричарда опасной. Ричард Йорк, благополучно вернувшийся из Ирландии в 1450 году, столкнулся с Генрихом и был возвращён на пост доверенного советника. Вскоре после этого Генрих согласился созвать парламент для решения вопроса о реформах. Когда собрался парламент, требования оказались более, чем неприемлемы для Маргариты: не только оба её фаворита, Сомерсет и Саффолк, были отрешены от должностей за преступно-неумелое руководство во французских делах и ниспровержение правосудия, но также были выдвинуты обвинения против Саффолка (на тот момент он уже был герцогом), что он действовал вразрез с волей короля в отношении герцога Йоркского. Кроме того, в требованиях к реформам говорилось, что герцог Йоркский должен быть признан первым советником короля, а спикер Общин, возможно, более с рвением, чем с мудростью, даже предложил Ричарду, герцогу Йоркскому, стать признанным наследником престола. В течение нескольких месяцев, однако, Маргарита вновь обрела контроль над мужем, парламент был распущен, неосторожный спикер брошен в тюрьму, а Ричард Йорк отправился в отставку в Уэльс.
В 1457 году королевство вновь пришло в волнение, когда было обнаружено, что Пьер де Брезе, могущественный французский генерал и приверженец Маргариты, высадился на английском побережье и сжёг город Сэндвич. Будучи лидером французских сил (их численность составляла 4000 человек) из Онфлёра, он целенаправленно воспользовался хаосом в Англии. Мэр города Джон Друри был убит в этом рейде. После этого события традицией, которая существует и по сей день, стало ношение чёрной траурной одежды мэром Сэндвича. Маргарита, связанная с де Брезе, стала объектом оскорбительных слухов и вульгарных баллад. Общественное негодование было настолько велико, что Маргарита, с большой неохотой, была вынуждена отдать родственнику герцога Йоркского, Ричарду Невиллу, графу Уорику, уже занимавшему на тот момент должность капитана Кале, полномочия по защите моря в течение трёх лет.

### Лидер Ланкастеров
Вражда между фракциями Йорков и Ланкастеров в скором времени переросла в вооруженный конфликт. В мае 1455 года, через пять месяцев после того, как Генрих VI оправился от приступа душевной болезни и закончился период регентства Ричарда Йорка, Маргарита добилась от Большого Совета исключения из него фракции Йорков. Совет призвал к сбору сторонников в Лестере, чтобы защитить короля «от его врагов». Йорк, по-видимому, был готов к конфликту и вскоре двинулся с юга, чтобы встретиться с армией Ланкастеров, шедших с севера. Ланкастеры потерпели сокрушительное поражение в первой битве при Сент-Олбансе 22 мая 1455 года. Сомерсет был убит, Уилтшир бежал с поля боя, король Генрих был взят в плен победившим Йорком.
В 1459 году военные действия возобновились в битве при Блор-Хифе, где Джеймс Туше, барон Одли, был разбит армией Йорков, находившейся под командованием Ричарда Невилла, графа Солсбери.

## Война Роз

### Военные кампании
Пока Маргарита пыталась повысить дальнейшую поддержку фракции Ланкастеров в Шотландии, её главный командующий, Генри Бофорт, герцог Сомерсет, одержал крупную победу для неё в битве при Уэйкфилде 30 декабря 1460 года, разбив объединённые войска герцога Йоркского и графа Солсбери. Оба они были обезглавлены, а их головы насажены на ворота Йорка. Несмотря на распространённое мнение о том, что именно Маргарита отдала приказ о казни, она этого сделать не могла, поскольку находилась во время битвы в Шотландии. Далее последовала победа 17 февраля 1461 года во второй битве при Сент-Олбансе, в которой Маргарита принимала непосредственное участие. В этой битве она победила силы Йорков во главе с Ричардом Невиллом, графом Уориком, и вернула из плена своего мужа. Именно после этой битвы Маргарита совершила вопиющий акт мести, приказав казнить двух военнопленных йоркистов, Уильяма Бонвилла, 1-го барона Бонвилла, и сэра Томаса Кириела, которые охраняли короля Генриха во время боя. Король пообещал иммунитет этим двум рыцарям, но Маргарита приказала их обезглавить. Утверждается, что она представила мужчин на суде, на котором председательствовал её сын. «Справедливый сын, — якобы спросила она. — Какой смертью должны умереть эти рыцари?». Принц Эдуард ответил, что их головы должны быть отсечены, несмотря на просьбы короля о помиловании.
Ланкастерская армия была разбита в битве при Таутоне 29 марта 1461 года сыном покойного герцога Йоркского, Эдуардом Английским, который сверг короля Генриха и провозгласил себя королём. Маргарита была полна решимости вернуть наследство сына и скрылась с ним в Уэльсе, а позднее в Шотландии. Ища пути во Францию, она сделала союзником своего двоюродного брата, короля Людовика XI Французского, и по его инициативе Маргарита позволила перейти на их сторону бывшему стороннику Эдуарда, Ричарду Невиллу, графу Уорику, отношения которого с бывшим другом не заладились из-за брака Эдуарда с Елизаветой Вудвилл, и теперь он желал отомстить за потерю своего политического влияния. Младшая дочь Уорика, Анна, вышла замуж за сына Маргариты, Эдуарда, принца Уэльского, для того, чтобы скрепить союз. Маргарита настаивала на возвращении Уорика в Англию, чтобы доказать ей свою приверженность прежде, чем она последует за ним. Он так и сделал, восстановив Генриха VI на короткий период времени на престоле 3 октября 1470 года.

### Поражение при Тьюксбери
К тому времени, когда Маргарита, её сын и сноха были готовы последовать за Уориком обратно в Англию, удача снова оказалась на стороне Йорков: Уорик был побежден и убит вернувшимся королём Эдуардом IV в битве при Барнете 14 апреля 1471 года. Маргарита была вынуждена вести в бой свою собственную армию в битве при Тьюксбери 4 мая 1471 года, в которой силы Ланкастеров были разбиты, а её семнадцатилетний сын был убит. Обстоятельства смерти Эдуарда никогда не были ясны: неизвестно, был ли он убит во время боевых действий или же был казнён после сражения герцогом Кларенсом. За последние десять лет Маргарита заработала репутацию агрессивного и жестокого человека, но после поражения в Тьюксбери и смерти единственного сына она была полностью разбита. После того, как её взял в плен Уильям Стэнли в конце боя, Маргарита была заключена в тюрьму по приказу короля Эдуарда. Она была отправлена сначала в Уоллингфордский замок, а затем была переведена в более безопасный Тауэр; в 1472 году Маргарита была помещена под опеку её бывшей фрейлины Алисы Чосер, герцогини Саффолк, где она оставалась до тех пор, пока не была выкуплена Людовиком XI в 1475 году.

## Смерть
Маргарита жила во Франции в течение следующих семи лет как бедная родственница короля. Она умерла в Анжу 25 августа 1482 года в возрасте 52 лет. Тело Маргариты было погребено рядом с родителями в соборе Анже, но во время Французской революции собор был разграблен, так же, как и могила Маргариты.

## Письма
Сохранилось множество писем, написанных Маргаритой в период её брака с королём. Одно из них было написано к коронации в Лондоне из-за несправедливости, совершённой по отношению к арендаторам в Энфилде, который являлся частью её приданого. Существует ещё одно письмо, которое Маргарита написала архиепископу Кентерберийскому. Письма собраны в книге под редакцией Сесиль Монро, которая была опубликована Обществом Кэмдена в 1863 году. Маргарита, как правило, начинала свои письма со слов By the Quene.

## В культуре
Литература
После бегства во Францию, Маргарита получила убежище при бургундском дворе, где изложила историю своих бед и скитаний придворному хронисту Жоржу Шателлену, который, тронутый её злоключениями, посвятил ей свой трактат «Храм Бокаччо» (Le Temple de Boccace).
Маргарита является одним из главных действующих лиц в шекспировской трилогии о Генрихе VI и пьесе Ричард III. Кроме того, она является главным героем одноимённой оперы Джакомо Мейербера и ряда литературных произведений:
- Последний из баронов[англ.] Эдварда Бульвер-Литтона (1843)
- Маргарита Анжуйская Бетти Кинг (1974)
- The Sunne in Splendour Шерон Кей Пенман (1982)
- Красная роза Анжу Джейн Плейди (1982)
- Queen of Lions Алана Саважа (1994)
- The Royal Consorts Анны Пауэрс
- Королева последних надежд Сьюзан Хиггинботэм (2011)
- «Хозяйка дома Риверсов» и «Белая королева» Филиппы Грегори

Кино и телевидение
- В поисках Ричарда (1996, роль исполнила Эстель Парсонс)
- Эпоха королей[англ.] (1960, роль исполнила Мери Моррис)
- Серия фильмов[англ.] BBC, основанных на пьесах Шекспира (1982, роль исполнила Джулия Фостер)
- Белая королева (2013, роль исполнила Верле Батенс)
- Пустая корона (2016, роль исполнила Софи Оконедо)